# مولهایم-کرلیش
شهر مولهایم-کرلیش (به آلمانی: Mülheim-Kärlich) در ایالت راینلند-فالتز در کشور آلمان واقع شده‌است.